# Doris Kloster

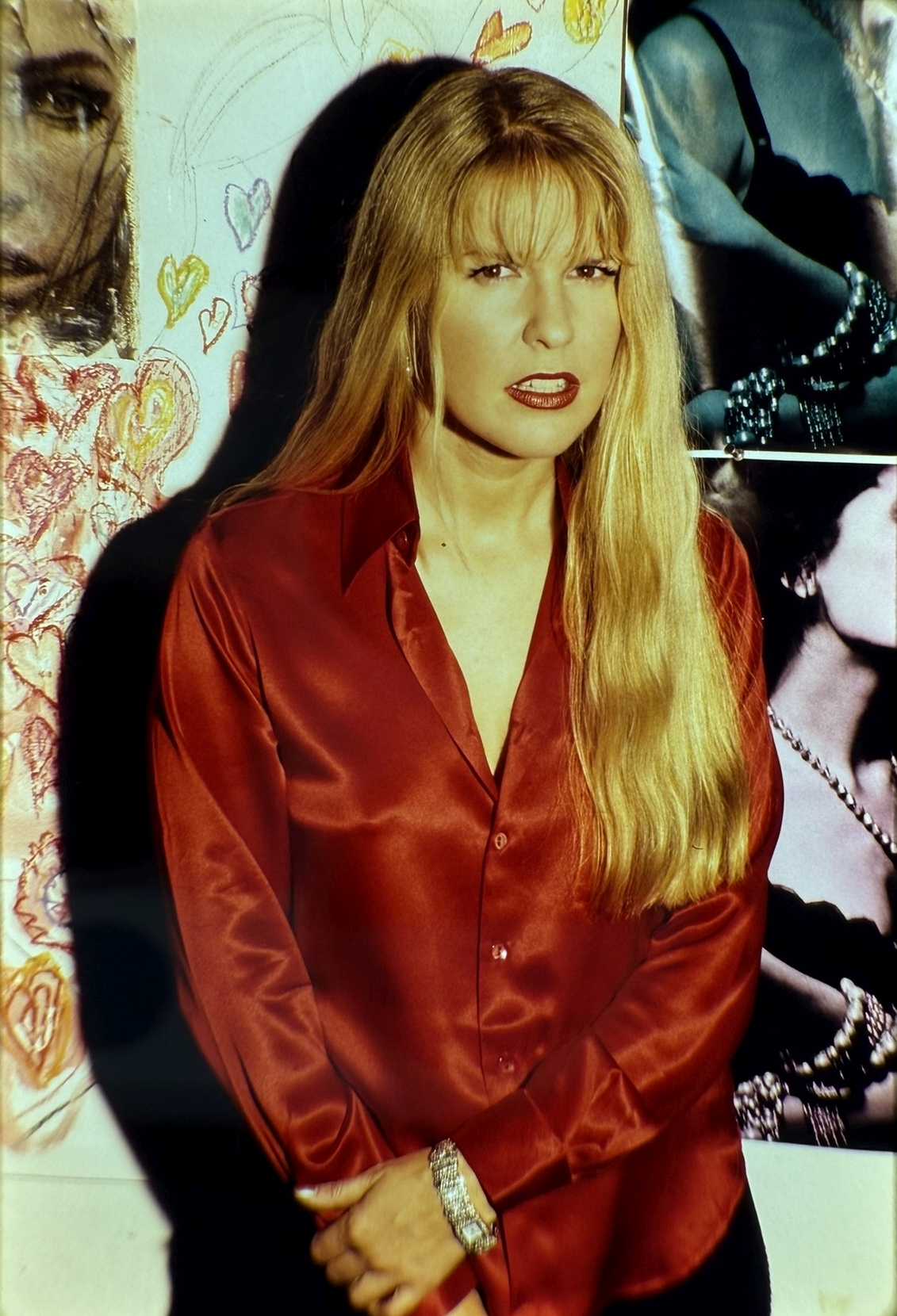
Doris Kloster

Doris Kloster ist eine US-amerikanische Fotografin, Redakteurin, Malerin und Filmemacherin.
Sie studierte von 1978 bis 1983 an der Boston University, an der Ludwig-Maximilians-Universität München und am Art Institute of Boston unter anderem Kunstgeschichte. Kloster erhielt ihren Master of Arts in Studio Art von der Steinhardt School of Culture, Education, and Human Development der New York University, wo sie von 1995 bis 1998 studierte. Seit 1983 arbeitet sie in den USA (New York) und in Europa (Paris, London, Mailand). Doris Kloster ist Mitbegründerin und Redakteurin des Kulturmagazins FAD. Seit 1987 wurden die Werke Klosters wiederholt auf Ausstellungen in den USA, in Europa und in Asien präsentiert. Kloster schuf außerdem Cover-Fotografien für zahlreiche Tonträger wie Heartbeat City von The Cars und Musikalben von Foreigner, Lovelies und Lydia Lunch.
Ihre ersten künstlerischen Fotos waren Sakralaufnahmen und entstanden in deutschen Barock-Kirchen. Im Jahr 1987 begann Doris Kloster eine fotografische Dokumentation in der New Yorker BDSM- und Trans*-Szene, der verschiedene Fotoserien und Kunstfilme zum Thema BDSM und Fetisch folgten. Eine fotografische Adaption der Geschichte der O erschien im Jahr 2000 mit Werken von Doris Kloster und einer Einführung von Jean-Jacques Pauvert. Alle 50 Farbfotografien des Buches wurden vor Ort in Frankreich aufgenommen, u. a. im Château de Saint-Loup und in der Conciergerie in Paris. Im Jahr 2001 war sie Präsidentin der internationalen Jury des 13. Festival du Court Métrage de Clermont-Ferrand in Frankreich, das eine Retrospektive über BDSM und Fetischismus präsentierte, in der auch zwei Filme von Kloster gezeigt wurden.
Kloster konzipierte und kuratierte eine Ausstellungsreihe mit Selbstportraits internationaler zeitgenössischer Künstlerinnen unter dem Titel She Views Herself. Die Ausstellungen wurden von 2012 bis 2014 an verschiedenen Orten in Paris präsentiert, u. a. in der Galerie Sator, in der Privatbank Oddo & Cie, im Salon Paul Ricard, im Hauptsitz von Air France am Invalidendom und in der 6 Mandel Galerie. Ihre Arbeit zur Förderung der Anerkennung von Künstlerinnen veranlasste das National Museum of Women in the Arts in Washington DC, sie als Mitglied seines National Advisory Board einzuladen.
Klosters Bücher und Kunstwerke befinden sich in den Sammlungen von Museen und Bibliotheken, darunter der Bibliothèque Nationale de France in Paris, der Schlesinger Library des Harvard Radcliffe Institute in Cambridge (Massachusetts), dem Schwulen Museum in Berlin und dem Bishopsgate Institute in London. Doris Klosters Werk wird außerdem in mehreren akademischen Schriften zitiert, insbesondere in der Einleitung zu Christian Liclairs Sexually Explicit Art, Feminist Theory, and Gender in the 1970s, die die beiden Ausgaben der Ausstellung Coming to Power: 25 Years of Sexually X-Plicit Art by Women als Ausgangspunkt nimmt, um die anhaltende Bedeutung feministischer Kunst in den 1970er Jahren aufzuzeigen.

## Fotobände
- Doris Kloster. Photographs., Köln: Benedikt Taschen Verlag, 1995, ISBN 3-8228-8875-3
- Doris Kloster: Forms Of Desire., New York: St. Martin's Press, 1998, ISBN 0-312-19414-5 [mit einem Vorwort von Pat Califia; der Band enthält die fünf Serien Sadean Women, Ritual Love,  Obscure Objects of Desire,  Divine Androgyne und Ecstatic Theater]
- The Illustrated Story of O. Photographs by Doris Kloster. With extracts from the original text by Pauline Réage. New York: St. Martin's Press, 2000, ISBN 0-312-26605-7
- Doris Kloster's Demimonde, a visual exploration of fetish. New York: Thunder's Mouth Press, 2002, ISBN 1-56025-406-8

## Ausgewählte Ausstellungen

### Einzelausstellungen
- 2003 Doris Kloster, Donostia/San Sebastián, Spanien[23]
- 2003 Victoire, Red Army Museum, Moskau
- 2001 Histoire O, Galeria de Arte Pi & Margall, Photo Espana, Madrid
- 2001 Rituels de l'amour, Galerie Gastaud, Clermont-Ferrand, Frankreich
- 1997 New Work, Jessica Fredericks Gallery, New York City[24]
- 1996 El Ojo También, Centro de Fotografía, Santa Cruz Tenerife, Spanien
- 1994 Doris Kloster, Pheromone Gallery, Los Angeles
- 1994 Doris Kloster, Dituri & David Gallery, New York City
- 1992 Temptation, PPS Gallery, Berlin[25]

### Gruppenausstellungen
- 2023 Escaping Demarcation, DMZ Art Festival, Seokjang-Ri Art Museum, Südkorea
- 2019 Desires of the Collective Unconscious, 99° Art Center (99°藝術中心) Taipei City, Taiwan
- 2016 Coming to Power: 25 Years of Sexually X-Plicit Art by Women, Maccarone, New York[26]
- 2014 Forests for Fashion, Ausstellung in der “Forestry and Timber” Sektion, Wirtschaftskomission für Europa der Vereinten Nationen, Genf
- 2013 She Views Herself: Emerging Women Artists and the Self-Portrait, Oddo&Cie, Paris[27]
- 2012 She Views Herself: Emerging Women Artists and the Self-Portrait, Galerie Sator, Paris[28]
- 2011 Salon Exhibition, Huan Tie Times Art Museum. Beijing
- 2011 An American Summer in Paris, Mona Bismarck Foundation, Paris, kuratiert von Doris Kloster[29]
- 2011 DMZ Art Festival, Outdoor Exhibition Gallery at Seokjang-Ri Art Museum, Südkorea
- 2011 Phantoms & Nightmares, Historial de la Grande Guerre Museum, Péronne, und la Mission Arts Plastiques de la Ville de Beauvais, Frankreich[30]
- 2009 12 Hour Time Difference, Zero Field Projects Gallery, Beijing, kuratiert von Doris Kloster
- 2007 Link and Connection Future, Beijing Museum of Contemporary Art, Beijing
- 2004 The Sex Show, The Lotus Gallery, Bath, England
- 2003 Phantom of Desire, Neue Galerie Graz und Graz Museum, Österreich[31][32][33]
- 2002 TransCultural Exchange, The Fuller Museum of Arts, Brockton, Massachussets
- 1998 Augenlust, Erotische Kunst in 20. Jahrhundert, Kunsthaus Hannover, Deutschland[34]
- 1993 The Long Weekend, Trial Balloon Gallery, New York City
- 1993 Love in a Cold Climate (21st Century Sex), Dooley Le Cappellaine Gallery, New York City, kuratiert von Doris Kloster
- 1993 Coming to Power, David Zwirner Gallery, New York City[35]
- 1990 Total Metal, Simon Watson Gallery, New York City[36]